# Almondsbury
Almondsbury – wieś i civil parish w południowo-zachodniej Anglii (Wielka Brytania), w hrabstwie ceremonialnym Gloucestershire, w dystrykcie (unitary authority) South Gloucestershire, położona na północnym obrzeżu aglomeracji Bristolu. W 2011 roku civil parish liczyła 4705 mieszkańców.
Civil parish obejmuje poza wsią Almondsbury kilka mniejszych okolicznych wsi i osad – Hortham, Gaunt's Earthcott, Over, Easter Compton, Compton Greenfield, Hallen i Berwick. W jej granicach znajdują się nieczynne lotnisko Filton oraz centrum handlowe Cribbs Causeway.
W pobliżu znajduje się węzeł drogowy Almondsbury Interchange, gdzie krzyżują się autostrady M4 i M5. Otwarty w 1966 roku, był to pierwszy zbudowany na terenie Wielkiej Brytanii węzeł autostradowy w formie 4-poziomowego krzyża maltańskiego.
Wieś wspomniana została w Domesday Book (1086) pod nazwą Almondesberie.